# Charles Trochu
Pour les articles homonymes, voir Trochu.
Charles Trochu, né au Chili le 4 décembre 1898 et mort à Bonzac (Gironde) le 5 octobre 1961, est un architecte, industriel, homme politique français. Durant l'entre-deux-guerres, il est engagé à l'extrême-droite et devient secrétaire général du Front national.  Pétainiste, il est président du conseil municipal de Paris sous l'Occupation, avant de rejoindre les forces de la France libre en 1944. Il a eu comme pseudonyme « capitaine Goyneche ».

## Famille et milieu social
Né au Chili d'un père breton de Saint-Malo et d'une mère basque, il serait le petit-neveu du général Louis Trochu et du général Jean-Baptiste Kléber. Il dirige une entreprise d'armement maritime, pour la pêche.
Il fait partie du comité de rédaction de la revue d'avant-garde d'urbanisme Plans  (1930-1932), devenue Prélude (1932-1936), avec Albert Laprade, François de Pierrefeu (1891-1959), Hubert Lagardelle, Pierre Winter. En 1942, il publie avec Le Corbusier un numéro spécial de la revue Architecture et urbanisme sur l'œuvre de ce dernier.

## Vie politique
Ancien combattant aux brillants états de service, bonapartiste à l'origine – il milita à l'Appel au peuple –, militant des Jeunesses patriotes, plusieurs fois blessé lors des bagarres auxquelles a été mêlée cette ligue, notamment lors du 6 février 1934, il devient le secrétaire général du Front national fondé en 1934 et qu'il soutient financièrement, car il entretient des liens tant avec les Croix-de-feu ou l'Action française qu'avec certains dirigeants de l'Alliance démocratique. En mars 1935, il est élu conseiller municipal de Paris, dans le quartier d'Auteuil. C'est alors un homme « brun, grand, large (il mesure 1,90 m de hauteur, avec un tour de taille en proportion) », qui souhaite « un chef, un dictateur » préparant un régime nouveau, corporatiste et antiparlementaire.
En 1938, il s'en prend aux pacifistes et aux antimilitaristes comme Jean Zay ou Léon Blum. Ainsi, au cours de la séance du conseil municipal du 21 décembre 1938, il se déchaîne contre les Juifs « ignobles », tels Bernard Lecache et ses amis de la Ligue internationale contre l'antisémitisme (LICA), « qui, entre autres infamies, piétinent l'honneur militaire ».
C'est lui qui, le 4 mars 1939 à la Salle Wagram, remet à Charles Maurras son épée d'académicien, financée par une souscription nationale et conçue par Maxime Real del Sarte.
Volontaire en 1940, il est cité à l'ordre du corps d'armée. Fait prisonnier, libéré en 1941, il devient en mai le président du conseil municipal de Paris. En mai 1943, il est remplacé en par Pierre Taittinger. Il reçoit la Francisque. Il crée l'œuvre des Restaurants communautaires.
Pierre Taittinger dit de lui qu'il « joignait la fantaisie la plus étourdissante à la ponctualité la plus rigoureuse. Le Conseil Municipal de Paris lui doit beaucoup. »
Par la suite, il passe dans la clandestinité et gagne l'Afrique du Nord début 1944 et s'engage dans l'armée pour combattre en Italie. Il fait partie du réseau Béarn, émanation du Bureau central de renseignements et d'action (BCRA). Présenté comme ancien combattant et ancien résistant, il témoigne en faveur du maréchal Philippe Pétain lors de son procès en 1945. À la fin de la IVe République, il collabore au Courrier de la colère de Michel Debré, signant ses articles sous le pseudonyme de « Pectus ». Il meurt en 1961 dans son château à Bonzac (33).

## Publications
- Architecture et urbanisme, avec Le Corbusier, Paul Boulard, Pierre Winter, Paris, Les Publications techniques & librairie Charpentier, 1942.
- Hommage rendu à Charles Maurras, le 2 juillet 1937, à Paris, Paris, Front national, 1937.
- La Commune, rempart de la famille, 1942.